# Uta oriental
L'uta oriental (Pseudochirops corinnae) és una espècie de marsupial de la família dels pseudoquírids. Viu a Indonèsia i Papua Nova Guinea. El seu hàbitat natural són els boscos secs tropicals o subtropicals.